# Ocean to Ocean
Ocean to Ocean è il sedicesimo album in studio della cantautrice statunitense Tori Amos, pubblicato nel 2021.

## Tracce
Testi e musiche di Tori Amos.
1. Addition of Light Divided – 4:05
2. Speaking with Trees – 3:55
3. Devil's Bane – 4:32
4. Swim to New York State – 4:20
5. Spies – 5:59
6. Ocean to Ocean – 3:30
7. Flowers Burn to Gold – 3:41
8. Metal Water Wood – 4:00
9. 29 Years – 4:47
10. How Glass Is Made – 3:56
11. Birthday Baby – 4:44

## Formazione
- Tori Amos – voce, piano, Hammond B3, tastiera, Rhodes, piano elettrico Wurlitzer (1–6, 8–11)
- John Philip Shenale – marxophone, optigan, campionamento, sintetizzatore, tastiera (1, 3–5, 11), Hammond (4, 5, 11)
- Tash – voce (1–3)
- Jon Evans – basso (1–6, 8–11)
- Matt Chamberlain – batteria, percussioni (1–6, 8–11)
- Mark Hawley – chitarra (1–6, 8–11), dobro (2, 3)